# 海塩県
海塩県（かいえん-けん）は中華人民共和国浙江省に位置する省直轄の県であり、しばらくの間、嘉興市の代理管轄下に置かれている。中国で初めて建設された原子力発電所は県内の秦山にある。

## 地理
- 杭州湾に面している。

## 歴史
- 紀元前222年 - 秦により会稽郡に海塩県が設置される。
- 1958年11月21日 - 廃止され、海寧県に統合された。
- 1961年12月15日 - 海塩県再設置。

## 行政区画
- 街道：武原街道、西塘橋街道、秦山街道、望海街道
- 鎮：沈蕩鎮、百歩鎮、于城鎮、澉浦鎮、通元鎮

## 観光地
- 綺園

## 姉妹都市
- 富岡町（日本国 福島県）:1995年6月20日姉妹都市提携

## 出身者
- 余華
- 張元済 - 商務印書館の主宰者